# Ricardo Grance
Ricardo Grance est un ancien arbitre paraguayen de football, qui officia de 1997 à 2009.

## Carrière
Il a officié dans des compétitions majeures : 
- Copa CONMEBOL 1999 (finale retour)
- Copa Sudamericana 2007 (finale aller)